# Schaffhauser Kantonalbank
Schaffhauser Kantonalbank es un banco cantonal suizo que sirve y está basado en Schaffhausen.

## Organización
Schaffhauser Kantonalbank fue fundado en 1883. Es propiedad por entero del cantón suizo de Schaffhausen y sirve la región con seis sucursales y diez cajeros automáticos. El banco ofrece servicios de tanto banca pública como comercial que incluye ahorro, tarjetas, bienes raíces e inversiones.
El banco tiene activos por 8,83 mln CHF (2020) y registró un beneficio de 45,96 mln CHF (2020). Por cuota de mercado, Schaffhauser Kantonalbank es el 46.º mayor banco de Suiza, y el 18.º mayor Kantonalbank.
En 2015, el banco tuvo que pagar $1,6 mln USD al Departamento de Justicia por impuestos impagados de 182 cuentas de clientes de EE. UU.

## Estructura de gobierno
El Consejo del Banco es el cuerpo de supervisión del Schaffhauser Kantonalbank. Consiste en nueve miembros y actualmente está dirigido por Florian Hotz. El cantón de Schaffhausen determina los miembros.
La dirección organizativa está dirigida por Martin Vogel, CEO. Previamente trabajó para Schweizerischer Bankverein y UBS.

## Localizaciones
Schaffhauser Kantonalbank opera seis sucursales principales en el cantón:
- Schaffhausen
- Neuhausen am Rheinfall
- Stein am Rhein
- Thayngen
- Ramsen
- Gächlingen